# British Columbia Highway 118
Der British Columbia Highway 118 liegt im Zentrum der kanadischen Provinz British Columbia. Er hat eine Länge von 49 km. Der Beginn des Highways liegt am Yellowhead Highway bei Topley, das Ende in Granisle.

## Streckenverlauf
Der Highway beginnt am Highway 16 am Westrand der Gemeinde Topley. Er verläuft nach Norden und führt über wenig besiedeltes Gebiet. Nach 39 km wird die Gemeinde Topley Landing am Babine Lake erreicht. Der Highway folgt nun dem Westufer des Sees. Vorbei am Red Bluff Provincial Park führt der Highway nach Granisle, wo er endet.